# Монітори типу «Аддер»

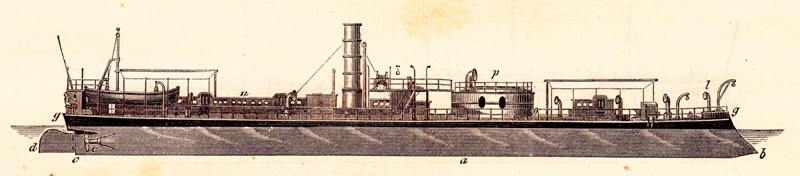
Монітор «Аддер»

Монітори типу «Adder» були групою з шести моніторів, побудованих для Королівського флоту Нідерландів у 1870-х роках. Офіційно класифікувалися як «таранні монітори» (Rammonitor).

## Кораблі
| Судно          | Будівник             | Закладені         | Спущено на воду | Завершено |
| -------------- | -------------------- | ----------------- | --------------- | --------- |
| HNLMS Adder    | Fijenoord, Східам    |                   | 28 вересня 1871 |           |
| HNLMS Хаай     | Fijenoord, Східам    | Травень 1870      | 1871            |           |
| HNLMS Гієна    | Rijkswerf, Амстердам | 21 листопада 1869 | 22 грудня 1870  |           |
| HNLMS Луйпаард | Fijenoord, Східам    |                   | 1876            |           |
| HNLMS Пантер   | Rijkswerf, Амстердам | 21 листопада 1869 | 1870            |           |
| HNLMS Wesp     | Rijkswerf, Амстердам |                   | 1871            |           |